# Dialog s vesmírem /studio & live/
Dialog s vesmírem /studio & live/ je dvojdisková kompilace hudebních alb brněnské progressive rockové skupiny Progres 2 vydaná v březnu 2010 (viz 2010 v hudbě).
Deska obsahuje dvě CD s nahrávkami tematicky vztaženými k audiovizuálnímu projektu (rockové opeře) Dialog s vesmírem z konce 70. let 20. století, Na prvním disku se nachází remasterovaná (remastering provedl Roman Jež) studiová verze Dialogu doplněná o skladby vydané na stejnojmenném EP, přičemž písně jsou seřazeny podle jevištního zpracování. Jako bonusy je zde zařazena zkrácená singlová verze „Písně o jablku“, dvě písně znovunahrané v domácím studiu Pavla Váněho v roce 1993 a instrumentálka „Roentgen 19:30“, která však nemá s Dialogem nic společného. Toto CD se velmi přibližuje reedici Dialogu s vesmírem z roku 1999.
Druhý disk kompilace obsahuje téměř kompletní (autorsky zkrácenou) nahrávku z premiérového koncertu Dialogu, který se uskutečnil 27. února 1978 v brněnském Divadle na Výstavišti a jako bonus do té doby poslední novou píseň Progres 2 – „Mladé vdovy“ z roku 1993. Toto CD bylo v totožné podobě samostatně vydáno již v roce 2006 jako Dialog s vesmírem /live/, remastering v tomto roce provedl Petr Vavřík.

## Seznam skladeb

### Disk 1 (Dialog s vesmírem /studio/)
1. „V zajetí počítačů“ (Kluka) – 3:06
2. „Země 2555“ (Kluka/Man) – 4:06
3. „Píseň o jablku“ (Pelc/Man) – 9:31
4. „Odlet“ (Kluka/Man) – 5:41
5. „Planeta Hieronyma Bosche I“ (Váně/Man) – 4:40
6. „Planeta Hieronyma Bosche II“ (Váně) – 6:10
7. „Muzeum planety Země“ (Kluka/Man) – 3:27
skladba z B strany singlu Píseň o jablku (1980)
8. „Tisíce mých očí“ (Pelc/Čort) – 4:51
9. „Hymna robotů“ (Kluka/Man) – 4:39
10. „Rozhovor s centrálním mozkem“ (Kluka, Váně/Man) – 4:47
11. „Honička“ (Horký, Pelc, Morávek) – 1:55
12. „Výkřik v Proxima Centauri“ (Pelc, Kluka/Man) – 6:04
tři skladby z EP Dialog s vesmírem (1980)

Bonusy:
1. „Píseň o jablku /Edit/“ (Pelc/Man) – 4:36
singl (1980)
2. „Planeta Hieronyma Bosche II /'93/“ (Váně/Man) – 4:37
nově nahraná verze (1993) i s textem
3. „Píseň o jablku /unplugged '93/“ (Pelc/Man) – 4:18
nově nahraná verze (1993)
4. „Roentgen 19:30“ (Kluka) – 2:14
singl (1978)

### Disk 2 (Dialog s vesmírem /live/)
1. „V zajetí počítačů“ (Kluka) – 3:01
2. „Země 2555“ (Kluka/Man) – 4:25
3. „Píseň o jablku“ (Pelc/Man) – 7:27
4. „Odlet“ (Kluka/Man) – 5:18
5. „Planeta Hieronyma Bosche I“ (Váně/Man) – 5:07
6. „Planeta Hieronyma Bosche II“ (Váně/Man) – 7:00
7. „Velká noc“ (Váně/Man) – 4:16
8. „Hlasy stínů“ (Kluka, Horký/Man) – 5:49
9. „Muzeum planety Země“ (Kluka/Man) – 3:11
10. „Moře suchou nohou přešel jsem“ (Pelc/Man) – 4:17
11. „Vesmírný kolotoč“ (Váně/Man) – 3:48
12. „Sen o modré planetě“ (Pelc, Kluka/Man) – 1:48
13. „Hymna robotů“ (Kluka/Man) – 4:04
14. „Rozhovor s centrálním mozkem“ (Kluka, Váně/Man) – 4:41
15. „Jízdní dráhy“ (Kluka/Man) – 5:25
16. „Honička“ (Horký, Pelc, Morávek) – 1:11
17. „Výkřik v Proxima Centauri“ (Pelc, Kluka/Man) – 5:38

Bonus:
1. „Mladé vdovy“ (Váně/Jirásek) – 3:31
skladba z roku 1993